# 学校法人藍野大学
学校法人藍野大学（がっこうほうじんあいのだいがく）は、医療法人恒昭会藍野病院附属准看護学院（のち藍野病院附属高等看護学院）を母体に1979（昭和54）年に設立されました。1983（昭和58）年に藍野医療技術専門学校、1985（昭和60）年に藍野学院短期大学を創設。1996（平成8）年に藍野医療技術専門学校を藍野医療福祉専門学校と改称するとともに、滋賀医療技術専門学校を開校。2004（平成16）年には医療保健学部3学科（看護学科・理学療法学科・作業療法学科）を持つ藍野大学が開学し、2010（平成22）年に藍野大学に臨床工学科、2015（平成27）年 藍野大学大学院看護学研究科、2020（令和2）年にびわこリハビリテーション専門職大学を開設しました。また、2020（令和2）年に、明浄学院高等学校と支援契約を締結し、2022（令和4）年には本法人の設置校となり、2024（令和6）年に藍野高等学校を統合し、大阪阿倍野キャンパスに本拠を置く新生・明浄学院高等学校として新たな歴史をスタートしました。
現在、学校法人藍野大学には、藍野大学大学院2研究科（看護学研究科・健康科学研究科）、藍野大学2学部5学科１専攻科（医療保健学部：理学療法学科・作業療法学科・臨床工学科・健康科学科、看護学部：看護学科、臨床工学専攻科）、びわこリハビリテーション専門職大学リハビリテーション学部3学科（理学療法学科・作業療法学科・言語聴覚療法学科）、藍野大学短期大学部1学科1専攻科（看護学科2年課程/3年課程・専攻科[地域看護学専攻]）、明浄学院高等学校（普通科・衛生看護科）が設置されており、一貫性を持たせた体系的な教育システムを構築しています。
また、藍野グループの関連病院や福祉施設など充実した臨床教育の場や、医療従事者がそれぞれの専門性を活かし密接に連携するチーム医療 Sym-medical を基盤とした人材育成は、他大学にはない強みとなっています。
そして、教育理念である「Saluti et solatio aegrorum」（病める人々を医やすばかりでなく慰めるために）を根底に、人間に対する深い愛を持ち、生涯にわたり医療職としての誇りを抱き続け、研鑽を怠らず、そして現代医療の発展に寄与し、地域社会の中で大きな役割を果たせる質の高い医療人を輩出しています。

## 所在地
大阪府茨木市高田町1番22号

## 理事長
山本嘉人

## 沿革
- 1965年　藍野病院　開院
- 1965年　医療法人恒昭会として法人組織設立
- 1968年　医療法人恒昭会藍野病院附属准看護学院　開校
- 1975年　医療法人恒昭会藍野病院附属高等看護学院　開校
- 1979年　学校法人藍野学院として法人組織設立し、藍野看護専門学校　認可
- 1983年　設置校「藍野看護専門学校」を「藍野医療技術専門学校」に改称
- 1985年　藍野学院短期大学　開学
- 1993年　藍野学院短期大学　専攻科（地域看護学専攻）設置
- 1996年　滋賀医療技術専門学校　開校
- 2004年　藍野大学　開学
- 2007年　藍野学院短期大学附属藍野高等学校　開校
- 2007年　藍野学院短期大学　第二看護学科　設置
- 2008年　藍野大学　医療保健学部　看護学科　教職課程認定
- 2010年　藍野大学　医療保健学部　臨床工学科　設置
- 2012年　藍野医療福祉専門学校　廃校
- 2012年　設置校「藍野学院短期大学」を「藍野大学短期大学部」に、「藍野学院短期大学附属藍野高校」を「藍野高等学校」に改称
- 2013年　藍野大学短期大学部　専攻科（地域看護学専攻）が独立行政法人大学評価・学位授与機構の認定専攻科として認定される
- 2014年　キャリア開発・研究センターが公益社団法人日本看護協会より認定看護管理者教育機関（ファーストレベル）として認定される
- 2015年　藍野大学大学院　看護学研究科　設置
- 2017年　法人名を「学校法人藍野学院」から「学校法人藍野大学」に変更
- 2017年  キャリア開発・研究センターが公益社団法人日本看護協会より認定看護管理者教育機関（セカンドレベル）として認定される
- 2018年　キャリア開発・研究センターが藍野大学の附置に改編
- 2020年　滋賀医療技術専門学校を改組しびわこリハビリテーション専門職大学開学
- 2020年　藍野高等学校　メディカルサイエンスコース　設置
- 2020年　藍野大学短期大学部附置機関メディカル・ヘルスイノベーション研究所にあいの発達支援リハビリ訪問看護ステーション　設置
- 2020年　民事再生法の適用を申請した学校法人明浄学院の経営再建に向けて同法人と支援契約を締結、2022年4月をもって明浄学院高等学校の経営を学校法人明浄学院から当法人が引き継ぐことを決定
- 2021年　滋賀医療技術専門学校　廃校
- 2022年　明浄学院高等学校の設置者となる
- 2023年　藍野高等学校廃校
- 2024年　藍野大学大学院　健康科学科　設置
- 2025年　藍野大学　看護学部看護学科・医療保健学部健康科学科・臨床工学専攻科　設置　藍野大学短期大学部　看護学科（2年課程/3年課程）設置

## 設置学校
- 藍野大学

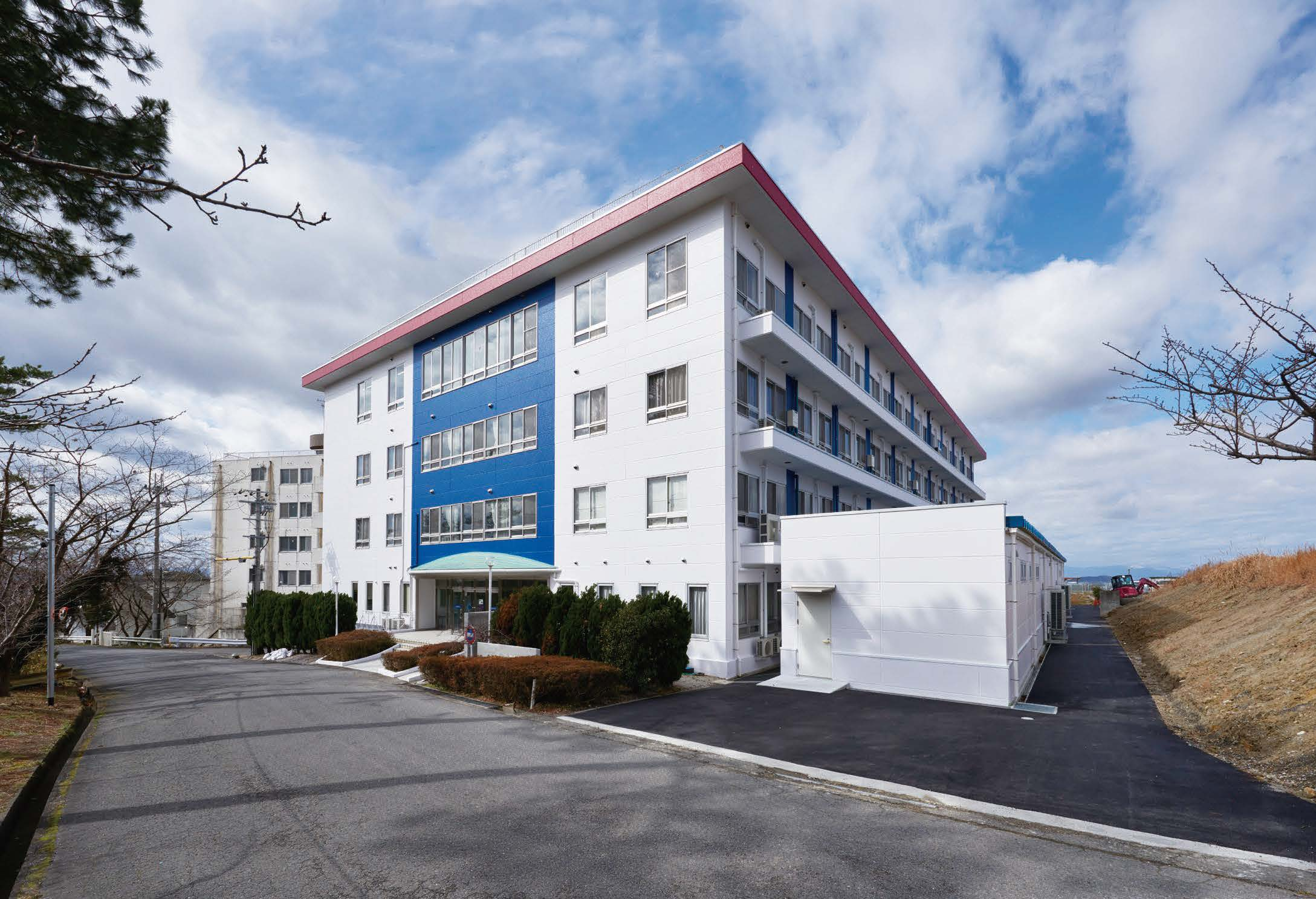
びわこリハビリテーション専門職大学
- 藍野大学短期大学部
- 明浄学院高等学校
- 藍野大学キャリア開発・研究センター

- びわこリハビリテーション専門職大学

### 過去の設置学校
- 藍野医療福祉専門学校
- 滋賀医療専門学校
- 藍野高等学校